# Cnemaspis nairi
Cnemaspis nairi là một loài thằn lằn trong họ Gekkonidae. Loài này được Inger, Marx & Koshy mô tả khoa học đầu tiên năm 1984.